# De Grote Molen (Fryzja)
De Grote Molen – wiatrak w miejscowości Broeksterwald, w gminie Dantumadeel, w prowincji Fryzja, w Holandii. Młyn został wzniesiony w 1887 r. na miejscu wiatraka z 1880 r., który uległ pożarowi. Był restaurowany w latach 1959, 1975 oraz 1994. Wiatrak ma dwa piętra, przy czym powstał na jednopiętrowej bazie. Jego śmigła mają rozpiętość 22,54 m. Wiatrak służy głównie do pompowania wody za pomocą śruby Archimedesa.